# Creu de Salitons
La Creu de Salitons és una creu de terme de Casserres (Berguedà) situada en una cruïlla de camins, al camí de Vilanova, prop de la carretera BV-4131.
La creu original, de 1775, segons un manuscrit inèdit del prevere Ramon Camps, conservat a l'arxiu parroquial de Casserres, feia tres metres d'alçada, estava feta de pedra i rematada amb una creu de ferro. 'El dia de Sant Marc els de Puig-reig pujaven a Sant Marçal en processó, cantant en aquesta capella la missa de lledànies. Molts es quedaven a passar el dia per esplai, i a la tarda feien aplec al Pla de Salitons amb concurrència dels carressencs, menjant la típica truita amb mel a la Barraca del Lladó'. El 1936, durant la Guerra Civil, fou destruïda, com totes les creus de terme de Casserres.
La creu actual està fonamentada damunt una llosa i consta d'una base de secció circular (80 cm de diàmetre i 60 cm d'alçada). Aquest basament serveix per sustentar el pilar de secció quadrada amb els escaires bisellats. Damunt el pilar hi ha la creu de ferro. En els costats del pilar es pot llegir: 'Salitons / 2002/ 1775'. A la llosa de pedra sorrenca sobre la qual hi ha la creu, s'hi observen les marques de termenat: tres forats rebaixats formant un triangle i una fletxa o indicació en direcció nord-est.